# صوانة رايني

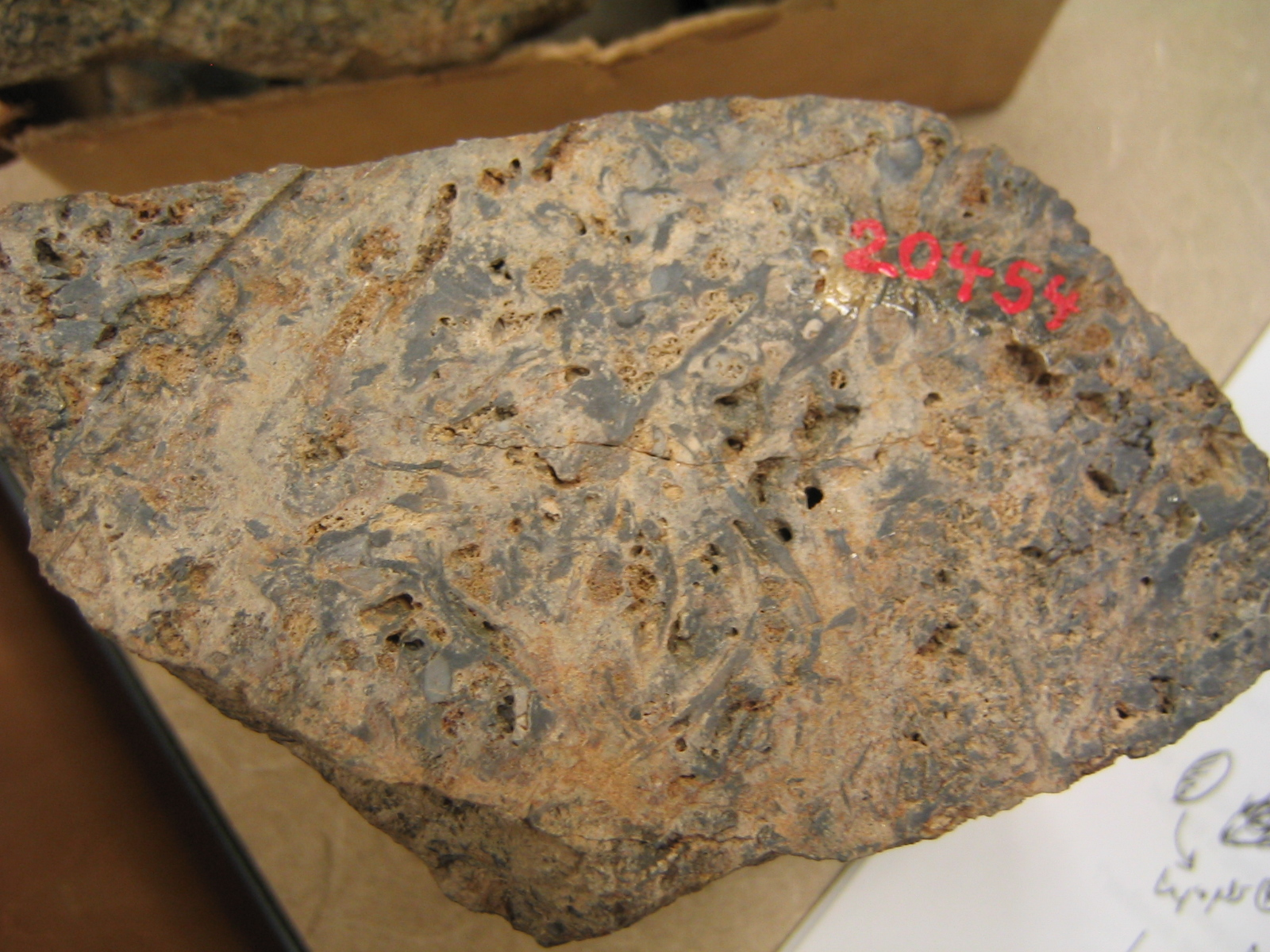
عينة يدوية من صوَّانة رايني في رايني في اسكتلندا.

صوَّانة رايني أو شيرت رايني (بالإنجليزية: Rhynie chert)‏ هي صخور رسوبية من فترة الديفوني المبكر تظهر تفاصيل أحفورية غير عادية أو مكتملة (مرسب أحفوري). يقع المرسب بالقرب من قرية رايني، أبردينشاير في اسكتلندا؛ وتقع الوحدة الثانية في صوَّانة وينديفيلد أو شيرت وينديفيلد على بعد حوالي 700 متر. يحتوي مرسب صوَّانة رايني على نباتات وفطريات وأشنيات ومواد حيوانية محفوظة بشكل استثنائي في مكانها بواسطة ترسبات بركانية تعلوها. يتكون الجزء الأكبر من الطبقة الأحفورية من نباتات بدائية (تحتوي على خلايا موصلة للماء والحافظات البوغية ولكنها لا تحتوي على أوراق حقيقية) ، جنبًا إلى جنب مع مفصليات الأرجل والأشنات والطحالب والفطريات.
هذا السرير الأحفوري رائع لسببين. أولاً ، كان عمر الموقع (البراجي، الديفوني المبكر، الذي تشكل قبل حوالي 410 مليون سنة) يضعه في مرحلة مبكرة من استعمار الأرض. ثانيًا ، تشتهر هذه الصوَّانات أو الشيرتات بحالتها الاستثنائية في الحفاظ على البنية الفوقية حيث يمكن رؤية جدران الخلايا الفردية بسهولة في العينات المصقولة. تم إحصاء الثغور واكتشاف بقايا الليغنين في المادة النباتية ويمكن رؤية جهاز التنفس للراعبات المثلثة - من العنكبوتيات - (المعروفة باسم الرئة الكتابية) في المقاطع العرضية. يمكن رؤية الخيوط الفطرية وهي تدخل المواد النباتية وتعمل كمحللات ومتكافلات فطرية.

## مزيد من القراءة
- Taylor, T.N.؛ Taylor, E.L. (2000). The Rhynie chert ecosystem: a model for understanding fungal interactions. CRC Press. ISBN:978-0-8247-8831-5. مؤرشف من الأصل (Free access @ Google books) في 2021-06-28. اطلع عليه بتاريخ 2008-05-16. {{استشهاد بكتاب}}: |صحيفة= تُجوهل (مساعدة)

## روابط خارجية
- "Rhynie Chert Learning Resource". University of Aberdeen. مؤرشف من الأصل في 2021-04-22.